# Bonaventura Angeli
Bonaventura Angeli (Ferrara, 1525 circa – Parma, post 1590) è stato un letterato e storico italiano.
Fu professore di diritto a Ferrara (1552). Amico di Giovan Battista Pigna, ebbe dal duca Alfonso II vari incarichi di fiducia. Per motivi non chiari nel 1576
fu costretto ad andare in esilio e si stabilì a Parma, dove nel 1591 pubblicò un'edizione della Gerusalemme liberata, con annotazioni anonime ma a lui attribuite, e "La historia della città di Parma et la descrittione del fiume Parma", in otto libri.
A Parma gli è intitolata una via nei pressi di via Emilia Est, parallela a via Scarabelli Zunti.